# Список умерших в 1968 году
В этой статье представлен список известных людей, умерших в 1968 году.
- См. также: Категория:Умершие в 1968 году

## Январь
- 1 января — Григорий Онискевич (49) — Герой Советского Союза.
- 4 января — Григорий Тесля (58) — советский актёр театра и кино. Заслуженный артист Украинской ССР.
- 6 января — Василий Ермилов (73) — российский и украинский советский художник — авангардист и дизайнер.
- 7 января — Анатолий Бабко — советский химик-аналитик.
- 7 января — Григорий Гесь (51) — Герой Советского Союза.
- 9 января — Александр Грузинский (68) — советский актёр, народный артист РСФСР.
- 10 января — Нелл Хопман (58) — австралийская теннисистка-любительница и спортивный администратор.
- 13 января — Иван Красильников (57) — Герой Советского Союза.
- 13 января — Кирилл Орловский (72) — один из руководителей партизанского движения в Белоруссии. Герой Социалистического Труда.
- 14 января — Доротея Маккеллар (68) — австралийская поэтесса и писательница.
- 15 января — Александр Долуханян (57) — армянский советский композитор, заслуженный деятель искусств Армянской ССР.
- 17 января — Юлиус Дойч (83) — австрийский политик, член Социал-демократической рабочей партии.
- 17 января — Кипрас Петраускас (82) — литовский советский оперный певец.
- 19 января — Владимир Серов (57) — советский живописец и график, педагог, Народный художник СССР (1958), действительный член Академии художеств СССР (с 1954).
- 20 января — Леонид Малюгин (58) — российский драматург, литературный критик и публицист.
- 23 января — Георгий Табаев (47) — участник Великой Отечественной войны и полный кавалер ордена Славы.
- 24 января — Илья Кудрявцев (59) — советский скульптор.
- 25 января — Дмитрий Крылов (61) — советский учёный-медик, доктор медицинских наук, профессор; участник Великой Отечественной войны, полковник медицинской службы.
- 27 января — Николай Дудин (51) — Герой Советского Союза.
- 27 января — Валентин Овечкин (63) — советский прозаик, драматург, журналист.
- 27 января — Виктор Синайский (74) — советский скульптор и педагог.
- 29 января — Степан Санников (50) — Участник Великой Отечественной войны. Герой Советского Союза.
- 30 января — Лазарь Анци-Половский (72) — российский кинорежиссёр, актёр и сценарист, заслуженный деятель искусств РСФСР.
- 30 января — Павел Ильиных (71) — генерал-майор Советской Армии.
- 31 января — Павел Гавриш (50) — советский военный деятель. Участник Великой Отечественной войны. Герой Советского Союза.

## Февраль
- 4 февраля — Нил Кэссиди (41) — одна из важнейших фигур поколения битников 50-х годов XX века и психоделического движения 60-х, прототип множества литературных персонажей.
- 6 февраля — Владимир Крымов (89) — русский прозаик, предприниматель.
- 7 февраля — Иван Пырьев (66) — советский кинорежиссёр, Народный артист СССР (1948), шестикратный лауреат Сталинской премии.
- 8 февраля — Михаил Капустин (60) — Герой Советского Союза.
- 11 февраля — Питирим Сорокин (79) — русско-американский социолог и культуролог, один из родоначальников теорий социальной стратификации и социальной мобильности.
- 11 февраля — Якоб Штейнхардт (80) — немецкий и израильский график и художник — экспрессионист.
- 13 февраля — Борис Тризно (69) — советский флейтист, педагог.
- 14 февраля — Степан Скрынников (61) — Герой Советского Союза.
- 15 февраля — Евгений Поповкин (60) — русский советский писатель.
- 16 февраля — Евгений Маланюк (71) — украинский поэт, культуролог, литературный критик, писатель.
- 20 февраля — Борис Парин (63) — советский учёный-ортопед.
- 21 февраля — Михаил Золотухин (49) — Герой Советского Союза.
- 21 февраля — Хоуард Уолтер Флори (69) — английский фармаколог австралийского происхождения.
- 24 февраля — Михаил Трапш (50) — советский учёный, первый абхазский археолог.
- 25 февраля — Иван Кистаев (52) — Герой Советского Союза.
- 27 февраля — Иоанн (Братолюбов) (85) — епископ Русской православной церкви, архиепископ Ульяновский и Мелекесский.
- 28 февраля — Северин Вислоух (67) — профессор, историк и юрист.
- 28 февраля — Николай Воронов (68) — советский военачальник, Главный маршал артиллерии. Герой Советского Союза.
- 29 февраля — Пётр Борисов (46) — Герой Советского Союза.
- 29 февраля — Григорий Ларионов (63) — Герой Советского Союза.
- 29 февраля — Дмитрий Завалишин (67) — советский учёный-физик, член-корреспондент АН СССР
- 29 февраля — Иван Пархаев (56) — Полный кавалер ордена Славы.

## Март
- 3 марта — Анатолий Свиридовский (45) — участник Великой Отечественной войны, Герой Советского Союза.
- 5 марта — Павел Якимов (57) — участник Великой Отечественной войны, Герой Советского Союза.
- 6 марта — Николай Зыков (52) — участник Великой Отечественной войны, Герой Советского Союза.
- 7 марта — Николай Дёмин (45) — младший лейтенант Советской Армии, участник Великой Отечественной войны, Герой Советского Союза.
- 7 марта — Лина Штерн (89) — швейцарский, затем советский биохимик и физиолог, автор фундаментальных исследований в области клеточного дыхания.
- 8 марта — Александр Киур-Муратов (69) — советский ветеринарный врач-эпизоотолог, академик АН Эстонской ССР.
- 9 марта — Аркадий Анисимов (58) — советский этнограф, религиовед, музеевед.
- 11 марта — Георгий Попов (55) — участник Великой Отечественной войны, Герой Советского Союза.
- 12 марта — Георгий Иванищев (53) — участник Великой Отечественной войны, Герой Советского Союза.
- 12 марта — Виктор Петухов (69) — советский военачальник, генерал-майор.
- 14 марта — Григорий Мадатов (69) — советский флейтист и педагог.
- 17 марта — Сергей Тябликов (46) — российский физик-теоретик, доктор физико-математических наук, специалист по статистической механике и теории твердого тела.
- 20 марта — Иван Харчевников (67) — советский военачальник, полковник.
- 21 марта — Иван Герасимов (45) — красноармеец Рабоче-крестьянской Красной Армии, участник Великой Отечественной войны, Герой Советского Союза.
- 21 марта — Пётр Кузнецов (69) — российский лингвист, профессор.
- 21 марта — Евгений Левинсон — советский архитектор, профессор.
- 21 марта — Никифор Севастьянов (67) — Герой Социалистического Труда.
- 22 марта — Илья Сельвинский (68) — русский советский писатель, поэт и драматург, представитель конструктивизма в литературе.
- 24 марта — Павел Шпилько (55) — участник Великой Отечественной войны, Герой Советского Союза.
- 27 марта — Микелис Валтерс (93) — юрист, публицист, писатель, общественный и политический деятель Латвийской Республики.
- 27 марта — Юрий Гагарин (34) — первый космонавт; авиакатастрофа.
- 27 марта — Юдифь Глизер (64) — советская актриса, народная артистка РСФСР.
- 27 марта — Борис Мокроусов (59) — русский советский композитор.
- 27 марта — Владимир Серёгин (45) — инженер-полковник, военный лётчик; погиб при катастрофе самолёта вместе с Юрием Гагариным (выполнял обязанности инструктора).
- 28 марта — Тихон Кузнецов — участник Великой Отечественной войны, Герой Советского Союза.
- 29 марта — Иоанн (Соколов, Иван Александрович) (91) — епископ Русской церкви.
- 29 марта — Фёдор Масленников (65) — советский военачальник, генерал-майор.
- 29 марта — Александр Тысовский (81) — украинский педагог, основоположник и организатор скаутской организации «Пласт».
- 30 марта — Иван Зайкин (64) — участник Великой Отечественной войны, Герой Советского Союза.
- 31 марта — Пётр Левков (57) — Полный кавалер Ордена Славы.

## Апрель
- 1 апреля — Лев Ландау (60) — советский физик, академик АН СССР (избран в 1946), лауреат Нобелевской премии по физике (1962).
- 2 апреля — Григорий Сабанов (57) — участник Великой Отечественной войны, Герой Советского Союза.
- 3 апреля — Тамара Церетели (67) — певица русского цыганского романса на русской и советской эстрадной сцене.
- 4 апреля — Мартин Лютер Кинг (39) — самый известный афроамериканский баптистский проповедник, яркий оратор, лидер ненасильственного сопротивления расизму; убийство.
- 5 апреля — Хаджи-Умар Мамсуров (64) — участник Великой Отечественной войны, Герой Советского Союза.
- 6 апреля — Эвальд Берзинскис (77) — латвийский виолончелист и музыкальный педагог.
- 7 апреля — Джим Кларк (32) — британский автогонщик, двукратный чемпион Формулы-1; погиб в автокатастрофе.
- 10 апреля — Густавс Целминьш (69) — латышский политик, лидер латвийской националистической организации «Угунскрустс» и фашистской антисемитской организации «Перконкруст».
- 11 апреля — Александр Селиханович (88) — русский советский педагог, философ, историк педагогики, профессор.
- 12 апреля — Дмитрий Деминов (64) — советский и польский военный деятель.
- 13 апреля — Пётр Савицкий (72) — русский географ, экономист, геополитик, культуролог, философ, поэт, общественный деятель, один из главных деятелей евразийства.
- 13 апреля — Габбас Гиниятуллин (62) — участник Великой Отечественной войны, Герой Советского Союза.
- 13 апреля — Мэри Клеменс (95) — американский ботаник и собиратель растений.
- 13 апреля — Георгий Твалчрелидзе (71) — советский государственный и партийный деятель.
- 14 апреля — Александр Громов (48) — младший лейтенант Советской Армии, участник Великой Отечественной войны, Герой Советского Союза.
- 15 апреля — Борис Лятошинский (73) — советский украинский композитор, дирижёр и педагог, один из основоположников модернистскогого направления в украинской музыке.
- 16 апреля — Эдна Фербер (82) — американская писательница, сценарист и драматург.
- 19 апреля — Николай Андреенков (49) — Герой Советского Союза.
- 19 апреля — Иван Герасимов (67) — советский военачальник, генерал-майор (1940), участник Гражданской и Великой Отечественной войн.
- 22 апреля — Дмитрий Калинович (59) — советский военачальник, генерал-майор танковых войск.
- 25 апреля — Иван Зиненко (46) — Герой Советского Союза.
- 26 апреля — Тамара Чавчавадзе (67) — грузинская советская актриса театра и кино, народная артистка Грузинской ССР.
- 28 апреля — Василий Алексеев (77) — советский политический деятель, ответственный секретарь Омского окружного комитета ВКП(б) (1929-1930).
- 28 апреля — Пётр Кравец (54) — лейтенант Советской Армии, участник Великой Отечественной войны, Герой Советского Союза.
- 29 апреля — Николай Клыков (79) — советский военачальник, генерал-лейтенант.
- 29 апреля — Константин Серов (60) — участник Великой Отечественной войны, Герой Советского Союза.

## Май
- 2 мая — Василий Солодуев (83) — российский валторнист и музыкальный педагог, заслуженный артист РСФСР.
- 3 мая — Леонид Сабанеев (86) — русский музыковед, композитор, музыкальный критик и учёный.
- 7 мая — Майк Спенс (31) — британский автогонщик, пилот Формулы-1; погиб на тренировке перед гонкой «500 миль Индианаполиса».
- 8 мая — Николай Павлов (43) — Герой Советского Союза.
- 8 мая — Анатолий Ставенков (71) — советский военачальник, генерал-майор.
- 9 мая — Александр Фролов (68) — советский военно-морской деятель.
- 10 мая — Василий Соколовский (70) — советский военачальник, Маршал Советского Союза (3 июля 1946).
- 10 мая — Ноэль Калеф — французский писатель болгарского происхождения («Лифт на эшафот») (род. 1907).
- 10 мая — Николай Чечулин (46) — Герой Советского Союза.
- 11 мая — Иван Ульянов (60) — Герой Советского Союза.
- 12 мая — Иван Агаянц (56) — деятель советской разведки.
- 13 мая — Владимир Сабик-Вогулов (64) — советский офицер, бежавший в послевоенный период в Западную Германию и выпустивший книги с критикой советского режима.
- 14 мая — Иван Плешев (64) — Герой Советского Союза.
- 15 мая — Михаил Орлов (51) — Герой Советского Союза.
- 15 мая — Флоренс Острел (76) — австралийская оперная певица.
- 15 мая — Владимир Честноков (64) — советский российский актёр театра и кино, театральный педагог.
- 18 мая — Валентин Жуков (52) — Герой Советского Союза.
- 20 мая — Андрей Ротенко (43) — Герой Советского Союза.
- 24 мая — Абдулла Каххар (60) — узбекский советский писатель. Народный писатель Узбекской ССР.
- 25 мая — Павел Беспощадный (72) — украинский советский поэт.
- 25 мая — Василий Казаков (69) — Герой Советского Союза.
- 26 мая — Владимир Костецкий (62) — советский украинский живописец, народный художник УССР (1960), член-корреспондент Академии художеств СССР (1967).
- 26 мая — Валентина Любимова (72) — советский драматург.
- 28 мая — Фёдор Охлопков (60) — Герой Советского Союза.
- 28 мая — Шагий Ямалетдинов (54) — Герой Советского Союза.
- 29 мая — Арнольд Суси (72) — эстонский юрист, политический деятель.
- 30 мая — Ахмет Жубанов (62) — советский музыковед, композитор, дирижёр, народный артист Казахской ССР.
- 30 мая — Василий Харитонов (50) — Герой Советского Союза.

## Июнь
- 1 июня — Хелен Келлер (87) — американская писательница, лектор и политическая активистка.
- 3 июня — Илларион Барашко (62) — белорусский советский писатель, кинодраматург, переводчик.
- 4 июня — Павел Стасевич (72) — американский скрипач, дирижёр и музыкальный педагог российского происхождения.
- 5 июня — Ваграм Папазян (80) — армянский советский актёр театра и кино. Народный артист СССР.
- 6 июня — Роберт Кеннеди (42) — американский политический и государственный деятель, кандидат на пост президента США (1968); убийство.
- 6 июня — Иван Олейник (48) — подполковник Советской Армии, участник Великой Отечественной войны, Герой Советского Союза.
- 6 июня — Александр Хальзев (46) — Герой Советского Союза.
- 7 июня — Калибек Куанышпаев (75) — казахский советский актёр, один из основатель казахского профессионального театрального искусства, народный артист СССР.
- 7 июня — Фёдор Токарев (96) — советский конструктор стрелкового оружия.
- 9 июня — Бернард Кронин (84) — австралийский писатель.
- 9 июня — Юрий Милютин (65) — советский композитор, лауреат Сталинской премии второй степени.
- 10 июня — Иван Кабицин (65) — участник Великой Отечественной войны, Герой Советского Союза.
- 13 июня — Василий Давыдов (48) — майор Советской Армии, участник Великой Отечественной войны, Герой Советского Союза.
- 14 июня — Сальваторе Квазимодо (66) — итальянский писатель, поэт, переводчик, лауреат Нобелевской премии по литературе за 1959 год.
- 15 июня — Владимир Неупокоев (60) — участник Великой Отечественной войны, Герой Советского Союза.
- 17 июня — Алексей Кручёных (82) — поэт — футурист.
- 19 июня — Павел Бородавко (60) — Полный кавалер ордена Славы.
- 19 июня — Владислав Жмельков (53) — советский футболист, вратарь.
- 22 июня — Иван Матвеев (60) — Герой Советского Союза.
- 23 июня — Михаил Беликов (73) — советский военачальник, генерал-лейтенант войск связи.
- 25 июня — Владимир Беляев — Герой Советского Союза.
- 25 июня — Пётр Терёшкин (60) — Герой Советского Союза.
- 25 июня — Генрих Эйхе (75) — русский революционер, советский военачальник, военный историк, хозяйственный деятель.
- 25 июня — Хаим Фарбер (79) — еврейский детский поэт и баснописец.
- 26 июня — Гарун Юсупов (54) — археолог, тюрколог и этнограф.
- 27 июня — Александр Сидоров (57) — Герой Советского Союза.
- 28 июня — Степан Лычаков — старшина Рабоче-крестьянской Красной Армии, участник Великой Отечественной войны, Герой Советского Союза.
- 28 июня — Редмонд Гарретт Прендивилль (67) — католический прелат.
- 29 июня — Карим Исмаилов (60) — новатор сельскохозяйственного производства, председатель колхоза «Москва» Орджоникидзеабадского района Сталинабадской области Таджикской ССР, дважды Герой Социалистического Труда.
- 30 июня — Екатерина Флейшиц (80) — российский и советский юрист-цивилист.
- 30 июня — Пётр Широнин (59) — Герой Советского Союза.

## Июль
- 1 июля — Александр Ивченко (64) — создатель авиационных турбовинтовых двигателей большого ресурса.
- 1 июля — Муса Ташмухамедов (63) — узбекский, советский поэт и писатель.
- 4 июля — Андрей Рыжов (64) — участник Великой Отечественной войны, Герой Советского Союза.
- 5 июля — Иван Просяной (43) — участник Великой Отечественной войны, Герой Советского Союза.
- 5 июля — Михаил Сабенин (63) — участник Великой Отечественной войны, Герой Советского Союза.
- 7 июля — Уго Фригерио (66) — знаменитый итальянский легкоатлет, трёхкратный олимпийский чемпион.
- 8 июля — Иван Иванов (71) — участник Великой Отечественной войны, Герой Советского Союза.
- 8 июля — Глеб Кельбас (58) — полковник Советской Армии, участник Великой Отечественной войны, Герой Советского Союза.
- 9 июля — Виктор Блинов (22) — советский хоккеист.
- 10 июля — Владимир Соловьёв (58) — советский актёр театра и кино. Народный артист РСФСР.
- 11 июля — Виктор Бородачёв (49) — участник Великой Отечественной войны, Герой Советского Союза.
- 11 июля — Александр Яшин (55) — русский поэт и прозаик; рак.
- 12 июля — Фёдор Журавлёв (51) — советский городошник.
- 14 июля — Константин Паустовский (76) — русский советский писатель.
- 15 июля — Роберт Карл Айзеншиц (70) — австрийско-британский химик.
- 15 июля — Пётр Гаврилов (53) — участник Великой Отечественной войны, Герой Советского Союза.
- 16 июля — Николай Садкович (61) — советский кинорежиссёр и кинодраматург.
- 18 июля — Иван Чехов (48) — участник Великой Отечественной войны, Герой Советского Союза.
- 20 июля — Александр Павлов — Заслуженный врач РСФСР.
- 20 июля — Павел Горячев (73) — участник Великой Отечественной войны, Герой Советского Союза.
- 22 июля — Василий Князев (48) — полковник Советской Армии, участник Великой Отечественной войны, Герой Советского Союза.
- 23 июля — Генри Дейл (93) — британский нейробиолог, лауреат Нобелевской премии по физиологии и медицине (1936, совместно с Отто Лёви).
- 23 июля — Юлий Исерлис (77) — российский, австрийский и британский пианист, музыкальный педагог.
- 25 июля — Евгений Спангенберг — советский орнитолог, писатель-натуралист.
- 27 июля — Леонид Ратгауз (65) — советский военный врач, кандидат медицинских наук, генерал-лейтенант.
- 30 июля — Семён Хайкин (66) — советский физик и радиоастроном, доктор физико-математических наук.
- 30 июля — Александр Холл (74) — американский кинорежиссёр.
- 31 июля — Николай Смолич (80) — советский, российский и украинский актёр, театральный режиссёр, педагог.
- 31 июля — Николай Сухих (54) — участник Великой Отечественной войны, Герой Советского Союза.

## Август
- 3 августа — Михаил Бахтин (51) — Герой Советского Союза.
- 3 августа — Константин Рокоссовский (71) — советский военачальник, маршал (1944) и дважды Герой Советского Союза (1944, 1945), маршал Польши (5 ноября 1949).
- 4 августа — Александр Загродский — генерал-хорунжий армии Украинской Народной Республики (УНР), в эмиграции — генерал-полковник.
- 5 августа — Алексей Афанасьев (51) — Герой Советского Союза.
- 6 августа — Алексей Жилин (54) — советский военачальник, генерал-майор танковых войск.
- 8 августа — Алексей Максименков (62) — генерал-майор медицинской службы.
- 9 августа — Василий Ситников (57) — Герой Советского Союза.
- 9 августа — Николай Ушаков (66) — Герой Советского Союза.
- 12 августа — Александр Шервашидзе (100) — князь, первый профессиональный художник среди абхазов; график, живописец, сценограф, искусствовед и художественный критик.
- 13 августа — Зиновий Волынский (71) — советский ученый, доктор медицинских наук, профессор, генерал-майор медицинской службы.
- 13 августа — Яков Слепенков (57) — Герой Советского Союза.
- 16 августа — Николай Некрасов (52) — Герой Советского Союза.
- 17 августа — Элис Росс-Кинг (81) — австралийская гражданская и военная медицинская сестра, участвовавшая в обеих мировых войнах.
- 19 августа — Георгий Гамов (64) — советский и американский физик-теоретик, астрофизик и популяризатор науки.
- 20 августа — Арвид Крипенс (74) — офицер латвийской армии и латышского легиона.
- 26 августа — Виктор Медведев (46) — Герой Советского Союза.
- 26 августа — Александр Рыбкин (63) — Герой Советского Союза.
- 31 августа — Дмитрий Бондарев (47) — Герой Советского Союза.

## Сентябрь
- 3 сентября — Александр Габричевский (76) — советский историк и теоретик пластических искусств, искусствовед, литературовед, переводчик, доктор искусствоведения.
- 3 сентября — Евгений Кондратьев (22) — советский спортсмен-стрелок, специализирующийся в стендовой стрельбе.
- 3 сентября — Дмитрий Оника (57) — советский государственный деятель, организатор угольной промышленности СССР, доктор технических наук.
- 3 сентября — Василий Юбкин (48) — участник Великой Отечественной войны, командир танка 17-й гвардейской танковой бригады 1-го гвардейского танкового корпуса 65-й армии 1-го Белорусского фронта, Герой Советского Союза.
- 6 сентября — Николай Акимов (67) — советский театральный художник, театральный режиссёр и педагог, живописец и книжный график.
- 7 сентября — Джон Раймилл (63) — австралийский полярный исследователь.
- 8 сентября — Август Топман (86) — эстонский органист и музыкальный педагог.
- 10 сентября — Феофилакт Зубалов (52) — Герой Советского Союза.
- 13 сентября — Гертруда Вокер (89) — швейцарская активистка движения за мир, химик и борец за права женщин.
- 15 сентября — Абдуллаазис Юлдашев (47) — участник Великой Отечественной войны, командир роты 229-го стрелкового полка 8-й стрелковой дивизии 13-й армии Центрального фронта, Герой Советского Союза.
- 16 сентября — Яков Лапушкин (63) — советский военно-морской деятель.
- 16 сентября — Михаил Соколов (56) — Герой Советского Союза.
- 19 сентября — Честер Карлсон (62) — американский изобретатель, известен тем, что изобрёл ксерографию.
- 19 сентября — Василий Саркисьян (46) — Герой Советского Союза.
- 20 сентября — Александра Бруштейн (84) — русская советская писательница и драматург.
- 21 сентября — Арнольд Милбретс (62) — советский и латвийский актёр.
- 22 сентября — Иван Ганжела (43) — Герой Советского Союза.
- 24 сентября — Алексей Дьячков (68) — педагог-дефектолог, доктор педагогических наук.
- 25 сентября — Владимир Симагин (49) — советский шахматист, гроссмейстер.
- 26 сентября — Сидор Колесников (68) — Герой Советского Союза.
- 26 сентября — Иосиф Петлюк (71) — Герой Советского Союза.
- 26 сентября — Георгий Положий (54) — советский учёный.
- 26 сентября — Липман Хейлприн — израильский невролог.
- 27 сентября — Аарон Мояль — израильский адвокат и общественный деятель.
- 28 сентября — Норман Брукс (90) — австралийский теннисист.
- 28 сентября — Евгений Ерофеев (44) — лейтенант Советской Армии, участник Великой Отечественной войны, Герой Советского Союза.

## Октябрь
- 1 октября — Романо Гвардини (83) — немецкий философ и католический богослов итальянского происхождения.
- 2 октября — Алексей Глебов (60) — советский скульптор, народный художник БССР.
- 3 октября — Пантелеимон (Рудык) (70) — епископ Русской православной церкви.
- 3 октября — Николай Щетинин (47) — Герой Советского Союза.
- 4 октября — Анатолий Андреев (46) — Герой Советского Союза.
- 4 октября — Павел Полыгалов (56) — Герой Советского Союза.
- 6 октября — Александр Висящев (56) — Герой Советского Союза.
- 6 октября — Александр Егоров — Герой Советского Союза.
- 9 октября — Андрей Ахмаметьев (51) — Герой Советского Союза.
- 10 октября — Раймон Ассо (67) — французский поэт, автор стихов ко множеству песен.
- 17 октября — Сергей Пономарёв (59) — Герой Советского Союза.
- 18 октября — Михаил Баскаков (63) — деятель ОГПУ—НКВД СССР—МГБ, генерал-майор.
- 18 октября — Ли Трейси (70) — американский актёр.
- 19 октября — Леонид Киселёв (22) — русский поэт.
- 19 октября — Анатоль Стерн (68) — польский поэт, прозаик, литературный и кинокритик, сценарист и переводчик; вместе с Бруно Ясеньски является автором манифеста польского футуризма.
- 21 октября — Алексей Ковпак (49) — полный кавалер Ордена Славы.
- 22 октября — Пётр Ясницкий (77) — советский учёный-врач.
- 26 октября — Сергей Бернштейн (88) — русский и советский математик.
- 28 октября — Пётр Сытин (82) — известный историк, краевед, педагог, знаток Москвы.
- 30 октября — Фёдор Иванов (72) — Полный кавалер Ордена Славы.

## Ноябрь
- 3 ноября — Сергей Голицын (71) — ботаник.
- 4 ноября — Михаил Кикоин (76) — французский художник Парижской школы.
- 5 ноября — Николай Порываев (72) — российский советский врач, патологоанатом, доцент, кандидат медицинских наук.
- 6 ноября — Николай Литовченко — красноармеец Рабоче-крестьянской Красной Армии, участник Великой Отечественной войны, Герой Советского Союза.
- 7 ноября — Александр Гельфонд (62) — советский математик, член-корреспондент АН СССР.
- 8 ноября — Валерия Иваненко (41) — украинская писательница, переводчица.
- 8 ноября — Кирилл Щёлкин (57) — первый научный руководитель и главный конструктор ядерного центра Челябинск-70.
- 9 ноября — Иван Шепель (62) — Герой Советского Союза.
- 11 ноября — Пётр Севастьянов (61) — советский хозяйственный, государственный и политический деятель.
- 14 ноября — Иван Есин — участник Великой Отечественной войны, полный кавалер ордена Славы.
- 15 ноября — Чарльз Бэкон (83) — американский легкоатлет, чемпион летних Олимпийских игр 1908.
- 17 ноября — Алексей Сухарев (71) — Герой Советского Союза.
- 18 ноября — Георгий Глазков (56) — советский футболист и футбольный тренер.
- 21 ноября — Симан Викснин (81) — советский государственный и партийный деятель, ответственный секретарь Сталинградского городского комитета ВКП(б) (1931-1935).
- 22 ноября — Трофим Пуков (53) — Герой Советского Союза.
- 24 ноября — Жанис Ансонс (57) — гауптшарфюрер Латышского добровольческого легиона СС.
- 24 ноября — Богдан Боднарский (94) — выдающийся российский книговед.
- 25 ноября — Алексей Пахомов (56) — Герой Советского Союза.
- 25 ноября — Эптон Билл Синклер (90) — американский писатель, выпустивший более 90 книг в различных жанрах.
- 26 ноября — Арнольд Цвейг (81) — немецкий писатель и антивоенный деятель.
- 27 ноября — Леонид Круглов (52) — Герой Советского Союза.
- 28 ноября — Энид Блайтон (71) — известная британская писательница, одна из наиболее успешных подростковых писательниц двадцатого века.
- 28 ноября — Владимир Локтев (57) — российский композитор и музыкальный педагог.
- 30 ноября — Иван Самаркин (66) — Герой Советского Союза.

## Декабрь
- 2 декабря — Адамсон-Эрик (66) — эстонский художник.
- 6 декабря — Александр Логунов (42) — Герой Советского Союза.
- 13 декабря — Алексей Клещев (63) — советский и белорусский государственный и партийный деятель, Герой Советского Союза.
- 14 декабря — Йосеф Барац — израильский политический деятель, депутат Кнессета от партии МАПАЙ.
- 14 декабря — Зиновий Горелик (64) — Герой Советского Союза.
- 14 декабря — Пётр Кислов (61) — Герой Советского Союза.
- 14 декабря — Иван Решетник (44) — Герой Советского Союза.
- 20 декабря — Макс Брод (84) — австрийский писатель, философ, публицист и журналист Пражской школы.
- 20 декабря — Михаил Михуткин (45) — Герой Советского Союза.
- 20 декабря — Джон Стейнбек (66) — американский писатель-прозаик, лауреат Нобелевской премии по литературе (1962).
- 21 декабря — Эльза Клен (86) — шведская художница, журналистка и писательница.
- 23 декабря — Хажим Джумалиев (60) — казахский советский поэт, доктор филологических наук.
- 23 декабря — Фёдор Ткачёв (51) — Герой Советского Союза.
- 25 декабря — Владимир Станкевич (84) — литовский и русский общественный и политический деятель, юрист, правовед, философ.
- 27 декабря — Владимир Родионов (68) — Герой Советского Союза.
- 28 декабря — Иосиф Баринов (77) — советский военачальник, генерал-лейтенант
- 30 декабря — Зоя Бажанова (66) — драматическая актриса и педагог.
- 30 декабря — Назар Гейдаров (72) — советский государственный и партийный деятель, председатель Президиума Верховного Совета Азербайджанской ССР (1949-1954).
- 30 декабря — Кирилл Мерецков (71) — советский военачальник, Маршал Советского Союза, Герой Советского Союза.

## Дата неизвестна или требует уточнения
- Александр Квятковский — российский литературовед, теоретик стиха, поэт, участник движения конструктивистов (род. в 1888).